# Mistrzostwa Świata w Biathlonie 2023 – sztafeta kobiet
Sztafeta kobiet na Mistrzostwach Świata w Biathlonie 2023 odbyła się 18 lutego w Oberhofie. Była to dziewiąta konkurencja podczas tych mistrzostw. Wystartowało w niej 16 reprezentacji, wszystkie ukończyły rywalizację. Mistrzyniami świata zostały Włoszki, srebro zdobyły Niemki, a trzecie miejsce zajęły Szwedki.
Polska sztafeta zajęła dziewiątą pozycję.

## Wyniki
| Miejsce | Nr | Reprezentacja                                                                               | Czas                                      | Kary (L+S)                              | Strata  |
| ------- | -- | ------------------------------------------------------------------------------------------- | ----------------------------------------- | --------------------------------------- | ------- |
| 01 !    | 5  | Włochy · Samuela Comola · Dorothea Wierer · Hannah Auchentaller · Lisa Vittozzi             | 1:14:39,7 18:08,8 18:43,2 19:27,0 18:20,7 | 0+0 0+2 0+0 0+0 0+0 0+1 0+0 0+0         | —       |
| 02 !    | 3  | Niemcy · Vanessa Voigt · Hanna Kebinger · Sophia Schneider · Denise Herrmann-Wick           | 1:15:04,4 18:15,9 19:18,9 18:49,8 18:39,8 | 0+3 0+3 0+0 0+0 0+2 0+0 0+1 0+2 0+0 0+1 | +24,7   |
| 03 !    | 1  | Szwecja · Linn Persson · Anna Magnusson · Elvira Öberg · Hanna Öberg                        | 1:15:34,4 18:03,1 19:42,8 19:11,3 18:38,2 | 0+6 2+5 0+2 0+0 0+1 2+3 0+1 0+2 0+2 0+0 | +55,7   |
| 4       | 2  | Francja · Lou Jeanmonnot-Laurent · Anaïs Chevalier-Bouchet · Chloé Chevalier · Julia Simon  | 1:16:11,3 18:17,1 18:56,3 19:50,0 19:07,9 | 0+4 1+8 0+0 0+3 0+0 1+3 0+3 0+2 0+1 0+0 | +1:31,6 |
| 5       | 8  | Austria · Dunja Zdouc · Anna Gandler · Anna Juppe · Lisa Hauser                             | 1:16:47,7 18:49,9 19:18,0 19:55,2 18:44,6 | 0+6 0+6 0+1 0+3 0+1 0+2 0+3 0+1 0+1 0+0 | +2:08,0 |
| 6       | 4  | Norwegia · Karoline Knotten · Ingrid Landmark Tandrevold · Ida Lien · Marte Olsbu Røiseland | 1:17:00,6 18:08,1 19:52,8 20:07,0 18:52,7 | 0+4 4+9 0+1 0+2 0+1 3+3 0+1 1+3 0+1 0+1 | +2:20,9 |
| 7       | 7  | Czechy · Tereza Voborníková · Tereza Vinklárková · Markéta Davidová · Lucie Charvátová      | 1:17:24,8 18:03,6 19:53,1 19:06,1 20:22,0 | 2+6 1+5 0+1 0+0 0+2 0+0 0+0 1+3 2+3 0+2 | +2:45,1 |
| 8       | 6  | Szwajcaria · Amy Baserga · Aita Gasparin · Elisa Gasparin · Lena Häcki                      | 1:17:25,3 18:42,1 19:35,7 19:49,2 19:18,3 | 0+6 1+9 0+0 0+3 0+1 0+1 0+3 0+2 0+2 1+3 | +2:45,6 |
| 9       | 14 | Polska · Anna Mąka · Kamila Żuk · Joanna Jakieła · Natalia Sidorowicz                       | 1:19:28,6 19:01,0 19:35,8 20:06,9 20:44,9 | 0+7 0+9 0+0 0+2 0+3 0+2 0+2 0+3 0+2 0+2 | +4:48,9 |
| 10      | 10 | Estonia · Regina Ermits · Tuuli Tomingas · Susan Külm · Johanna Talihärm                    | 1:20:00,5 20:39,4 19:57,9 20:22,1 19:01,1 | 2+4 2+7 2+3 0+1 0+0 1+3 0+1 1+3 0+0 0+0 | +5:20,8 |
| 11      | 11 | Kanada · Nadia Moser · Emily Dickson · Benita Peiffer · Emma Lunder                         | 1:20:03,4 18:49,5 21:40,8 20:19,5 19:13,6 | 0+2 1+8 0+0 0+2 0+0 1+3 0+0 0+1 0+2 0+2 | +5:23,7 |
| 12      | 15 | Słowenia · Živa Klemenčič · Lena Repinc · Anamarija Lampič · Polona Klemenčič               | 1:20:18,0 19:00,4 20:01,9 21:59,0 19:16,7 | 0+3 3+9 0+0 0+2 0+1 0+3 0+1 3+2 0+1 0+2 | +5:38,3 |
| 13      | 9  | Finlandia · Suvi Minkkinen · Mari Eder · Nastassia Kinnunen · Erika Janka                   | 1:20:37,6 18:32,4 19:14,4 22:26,6 20:24,2 | 1+6 0+5 0+0 0+1 0+3 0+0 1+3 0+2 0+0 0+2 | +5:57,9 |
| 14      | 12 | Ukraina · Anastasija Merkuszyna · Darja Błaszko · Lubow Kypiaczenkowa · Ołena Biłosiuk      | 1:21:52,8 19:07,5 21:07,8 20:08,2 21:29,3 | 0+4 3+4 0+3 0+0 0+1 0+0 0+0 0+1 0+0 3+3 | +7:13,1 |
| 15      | 13 | Stany Zjednoczone · Deedra Irwin · Joanne Reid · Chloe Levins · Kelsey Joan Dickinson       | 1:22:35,7 20:13,3 19:41,0 20:43,8 21:57,6 | 0+8 1+7 0+3 1+3 0+2 0+1 0+1 0+1 0+2 0+2 | +7:56,0 |
| 16      | 16 | Japonia · Fuyuko Tachizaki · Aoi Satō · Asuka Hachisuka · Hikaru Fukuda                     | 1:23:18,3 18:56,8 21:09,5 20:44,3 22:27,7 | 0+5 0+7 0+0 0+2 0+3 0+3 0+2 0+0 0+0 0+2 | +8:38,6 |